# KNN 뉴스와 생활경제
《KNN 뉴스와 생활경제》는 KNN TV에서 매주 평일 오전 9시 55분에 방송 중인 부산 경남 지역 경제 뉴스 프로그램이다.

## 앵커
| 대수 | 진행자 | 진행자 | 진행 기간                                    | 비고  |
| 대수 | 남성   | 여성   | 진행 기간                                    | 비고  |
| ---- | ------ | ------ | -------------------------------------------- | ----- |
| 1대  | 정수영 | 김지혜 | 2006년 5월 15일 ~ 2007년 5월 18일            | [ 1 ] |
| 2대  | 황범   | 임지현 | 2007년 5월 21일 ~ 2007년 후반(날짜 미상)     |       |
| 3대  | 정수영 | 김유나 | 2007년 후반기(날짜 미상) ~ 2008년(일자 미상) | [ 2 ] |
| 4대  | 정수영 | 빈칸   | 2008년(일자 미상) ~ 2017년 2월 3일           | [ 3 ] |
| 5대  | 빈칸   | 정희정 | 2017년 2월 6일 ~ 2024년 5월 31일             | [ 4 ] |
| 6대  | 빈칸   | 김다롬 | 2024년 6월 3일 ~ 2025년 5월 13일             | [ 5 ] |
| 7대  | 빈칸   | 임혜림 | 2025년 5월 14일 ~ 현재                       |       |

## 코너

### 증권 소식
증권 시황 코너.

## 결방
- 2024년 2월 12일 : 《특집 다큐 성각 스님 산은 산 물은 물 깨달음의 여정 (재방송)》 편성으로 인해 결방
- 2024년 2월 20일 : SBS TV 《중계 방송 국회 교섭 단체 대표 연설 - 더불어민주당》 편성으로 인해 결방
- 2024년 2월 21일 : SBS TV 《중계 방송 국회 교섭 단체 대표 연설 - 국민의힘》 편성으로 인해 결방
- 2024년 2월 22일 : SBS TV 《중계 방송 제22대 국회의원 선거 공직 선거 정책 토론회》 편성으로 인해 결방

## 경쟁 프로그램
- KBS 뉴스 930 부산 (KBS 부산 1TV)
- KBS 뉴스 930 경남 (KBS 창원 1TV, KBS 진주 1TV)
- 930 MBC 뉴스 부산 (부산MBC TV)
- 930 MBC 뉴스 경남 (MBC경남 TV)